# Brunbandad fältmätare
Brunbandad fältmätare Pennithera firmata är en fjärilsart som först beskrevs av Jacob Hübner 1822. Enligt Dyntaxa ingår brunbandad fältmätare i släktet Pennithera men enligt Catalogue of Life är tillhörigheten istället släktet Thera. Enligt båda källorna tillhör brunbandad fältmätare familjen mätare, Geometridae. Arten är reproducerande i Sverige. Inga underarter finns listade i Catalogue of Life.

## Bildgalleri

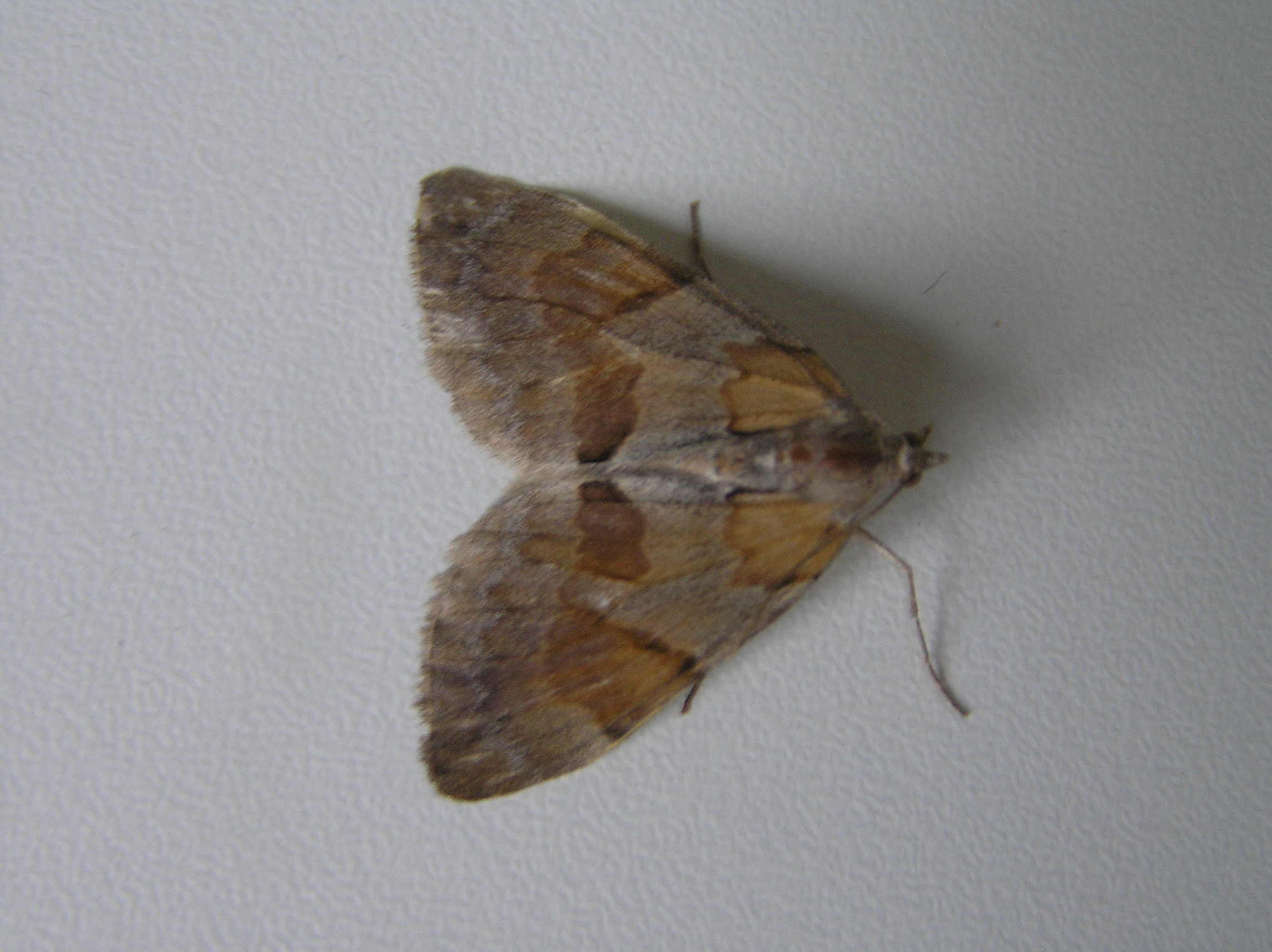
imago fjäril
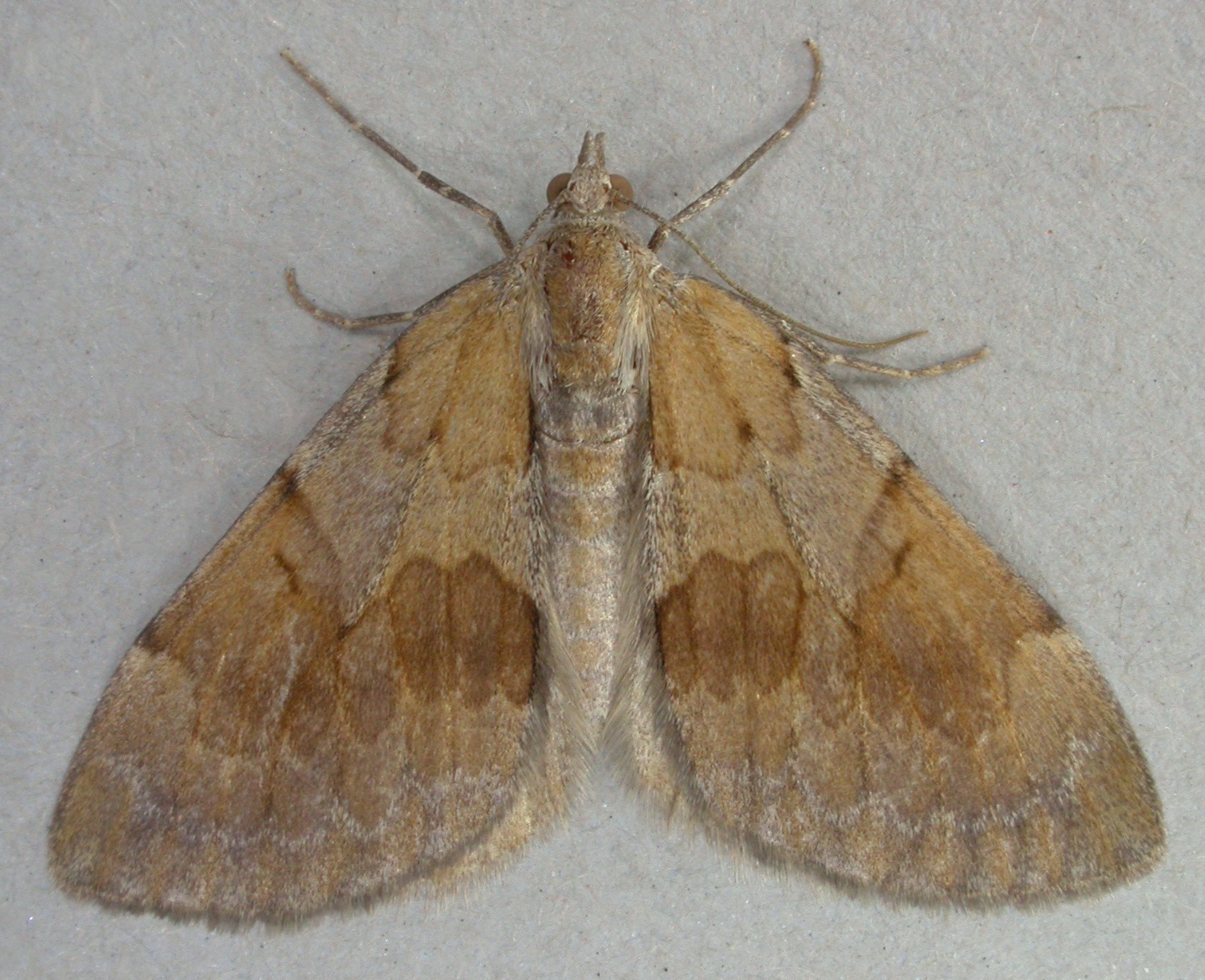
imago fjäril
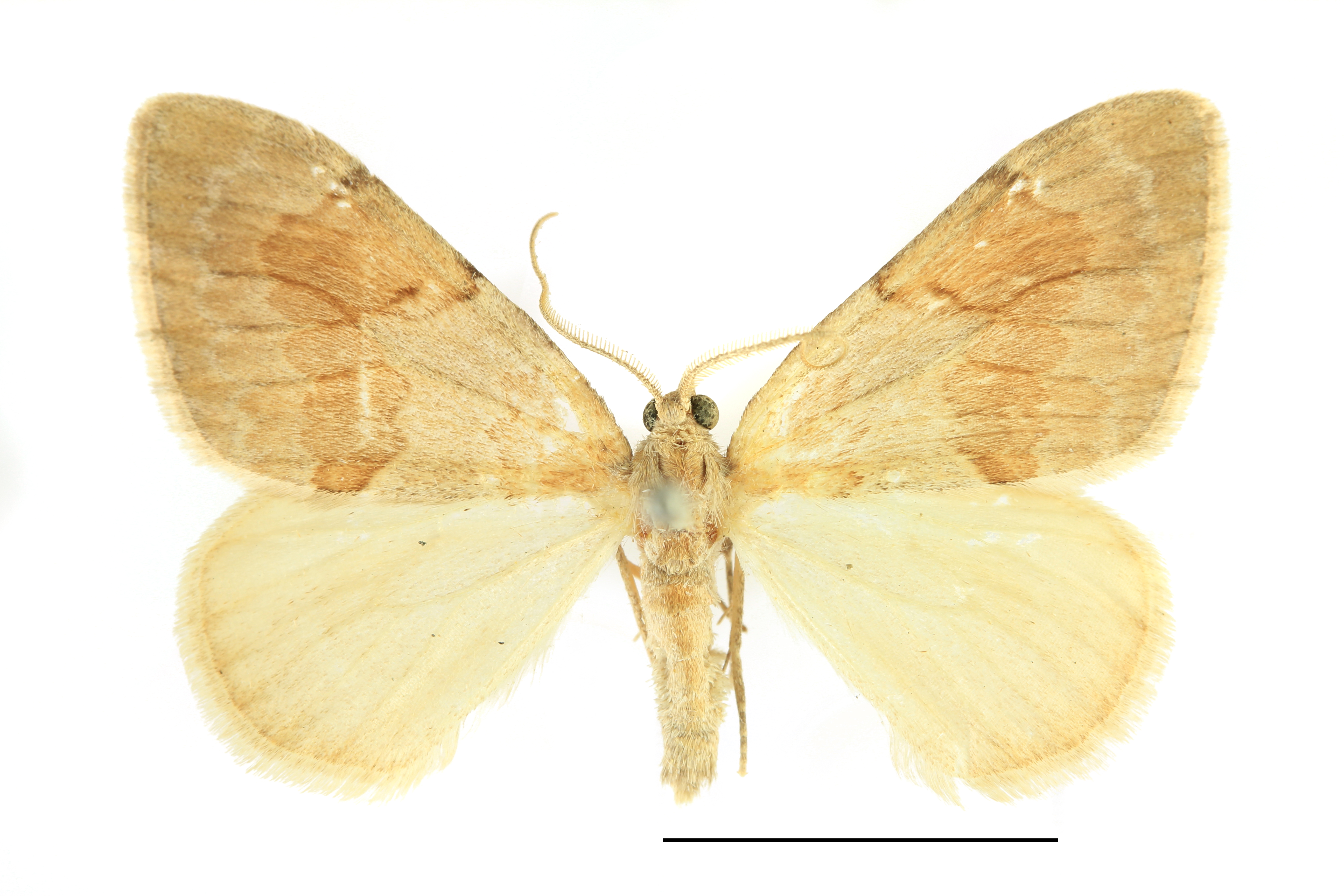
Preparerad (uppnålad) imago fjäril